# نقش اسرائیل در جنگ داخلی سوریه
موضع رسمی اسرائیل در مورد جنگ داخلی سوریه، بی‌طرفی کامل بوده است. با این حال، اسرائیل، برای جلوگیری از نفوذ روزافزون و استقرار نیروهای نظام جمهوری اسلامی ایران و نیروهای نیابتی آن در سراسر سوریه، به صورت سیاسی و نظامی، درگیر این جنگ شده است. فعالیت نظامی اسرائیل که رسماً عملیات شطرنج نامیده می‌شود، اساساً محدود به حملات موشکی و هوایی بوده که تأسیسات ایران و نیروهای نیابتی آن، به ویژه حزب‌الله را در سوریه هدف قرار می‌دهد. این حملات قبل از سال ۲۰۱۷، به‌طور رسمی، تأیید نشده بود. اسرائیل، همچنین حملات هوایی را جهت مختل کردن ارسال سلاح به حزب‌الله انجام داده است. تا اوت سال ۲۰۲۲، یک مؤسسه غیرانتفاعی بریتانیایی به نام ایروارز تخمین زد که از سال ۲۰۱۳، ۱۷ تا ۴۵ غیرنظامی در اثر حملات هوایی اسرائیل در سوریه کشته و ۴۲ تا ۱۰۱ غیرنظامی دیگر زخمی شدند.